# Triphora nina
Triphora nina is een slakkensoort uit de familie van de Triphoridae. De wetenschappelijke naam van de soort is voor het eerst geldig gepubliceerd in 1915 door Bartsch.